# 舍嫩布赫

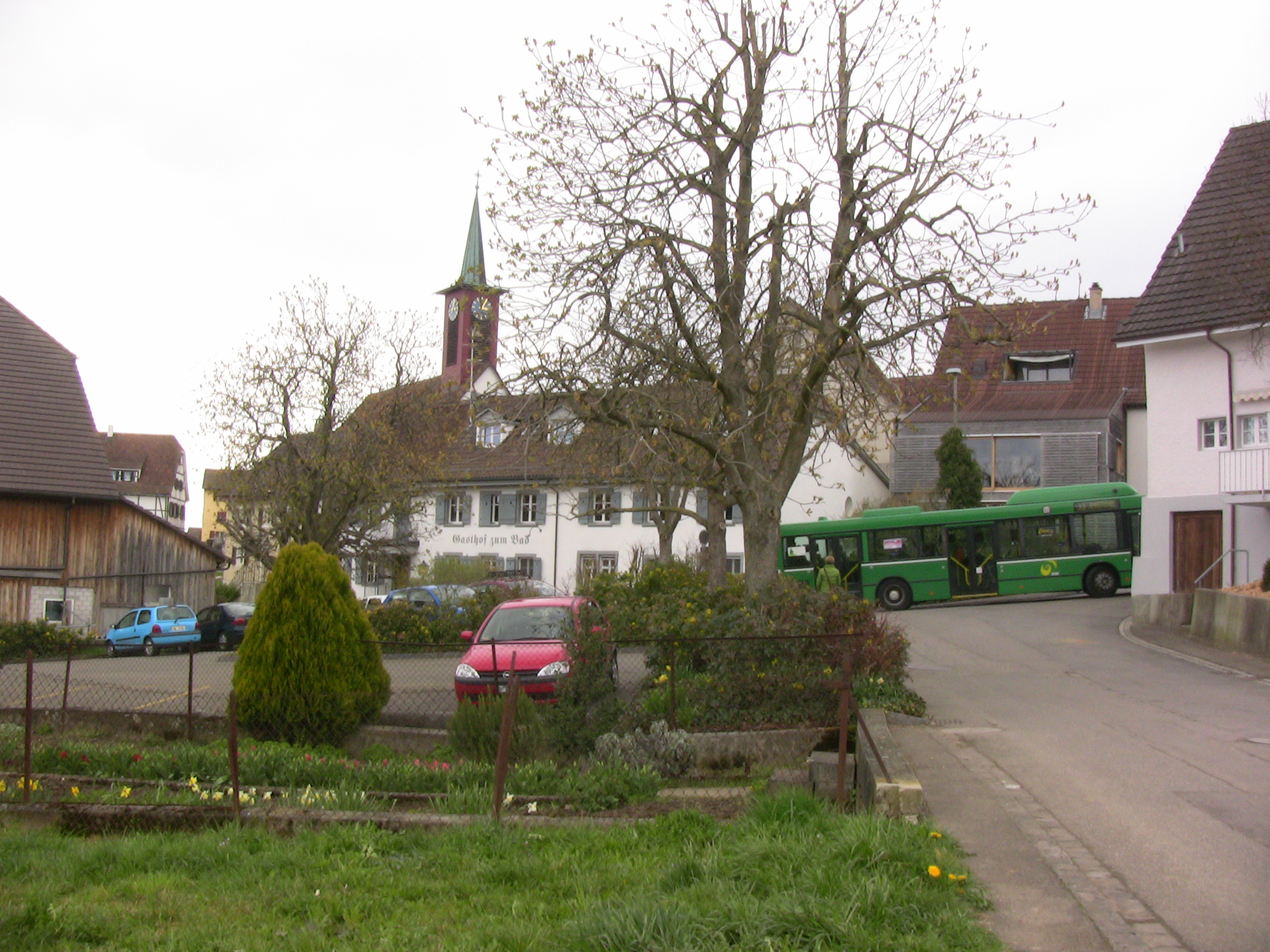

舍嫩布赫是瑞士的城鎮，位於該國北部，由巴塞爾鄉村州負責管轄，面積1.36平方公里，海拔高度355米，2012年人口1,418，四成半人口信奉羅馬天主教，人口密度每平方公里1043人。

## 外部連結
- Official website （页面存档备份，存于） （德文）